# Dravska gorska skupina
Dravska gorska skupina je veriga gora ob reki Dravi in nekakšna naravna ločnica med južnimi in srednjimi Apneniškimi Alpami. V skupino spadajo Karnijske Alpe, Ziljske Alpe ter Karavanke. 
Najvišji vrh skupine je Visioki Koglajn, 2780 metrov (najvišji vrh Karnijskih Alp). Pod gorami je veliko velikih dolin med njimi Ziljska, Kanalska in Gornjesavska dolina na zahodu, Celovška kotlina na severu, proti vzhodu pa kotline in doline Predalspke Slovenije.

Glavni vrhovi skupine
1. Koglajn, 2780 m (Karnisjke Alpe)
2. Peščeni Špik, 2772 m (Linški Dolomiti)
3. Višparski vrh, 2371 m (Ziljske Alpe)
4. Stol, 2236 m (Karavanke)